# 安達盧西亞民族主義

安達魯西亞旗幟

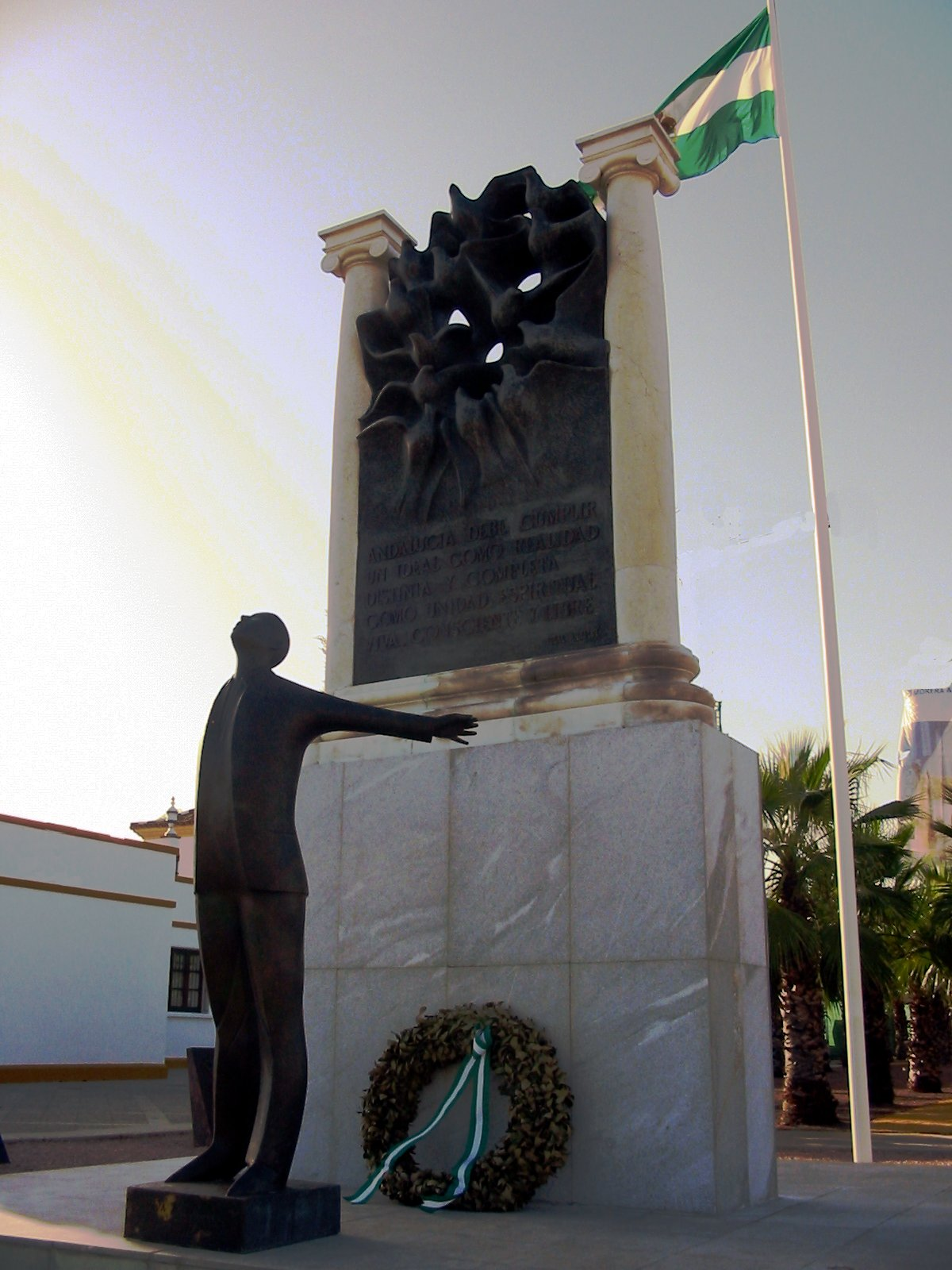
Blas Infante, Father of Andalusia,

安達盧西亞民族主義是指西班牙自治區安達魯西亞的地方民族主義，主張安達魯西亞是一個國家，促進安達魯西亞文化統一。它由安達魯西亞黨推動，但也有安達魯西亞其他民族政治組織參與。

## 歷史
獨裁者弗朗西斯科·佛朗哥去世後，1978年西班牙憲法建立，第2條規範地區和民族的自治權利。安達魯西亞地區開始爭取自治權利，超過一百萬人在1977年12月4日走上安達魯西亞的街道，爭取自治權利。當時憲法仍在草擬階段，運動導致憲法規範自治：第143條（將使所有西班牙地區有機會成為自治區）和第151條（設置的自治區有更高程度的自治）。
第151條自動適用於西班牙第二共和國時期存在的自治地區，反映在1931年西班牙憲法中。